# Brug 1077
Brug 1077 is een bouwkundig kunstwerk in Amsterdam-Zuidoost.
Het is gelegen in de Huntumdreef, ooit een verbindingsweg tussen de Karspeldreef en de Gaasperdammerweg. Sinds de bouw van de Gaasperdammertunnel is er geen directe kruising meer met die rijksweg. Langs die Gaasperdammerweg (rijksweg 9) loopt aan de noordzijde een afwateringstocht; die werd gehandhaafd bij de bouw van de tunnel. Brug 1077 ligt over die afwateringstocht en het daaraan parallel lopende voet- en fietspad Huntumpad. 
De brug annex viaduct stamt uit de jaren 1975/1976 toen de Huntumdreef werd verlengd naar die Gaasperdammerweg, daar waar zij eerder een slag naar het westen maakte. Om die kruising mogelijk te maken moesten tal van kunstwerken gebouwd worden. 
De ontwerper van de meeste van die bruggen was architect Dirk Sterenberg werkend bij de Dienst der Publieke Werken. Hij had daarvoor een serie in gedachten te herkennen aan de grof betonnen randplaten, identieke leuningen en andere uiterlijke kenmerken, die terugvoerde op bruggen uit de jaren zestig. Een aantal van die bruggen werd uitgevoerd met brugpijlers in de vorm van kristalvormen; bij deze brug liet hij acht pijlers neerzetten. Deze dragen vier om vier een betonnen juk die dient om de betonnen liggers te ondersteunen in de overspanning. Een ander karakteristiek van Sterenbergs bruggen alhier zijn de houders van de lantaarnpalen, die de uiteinden vormen van de jukken.  

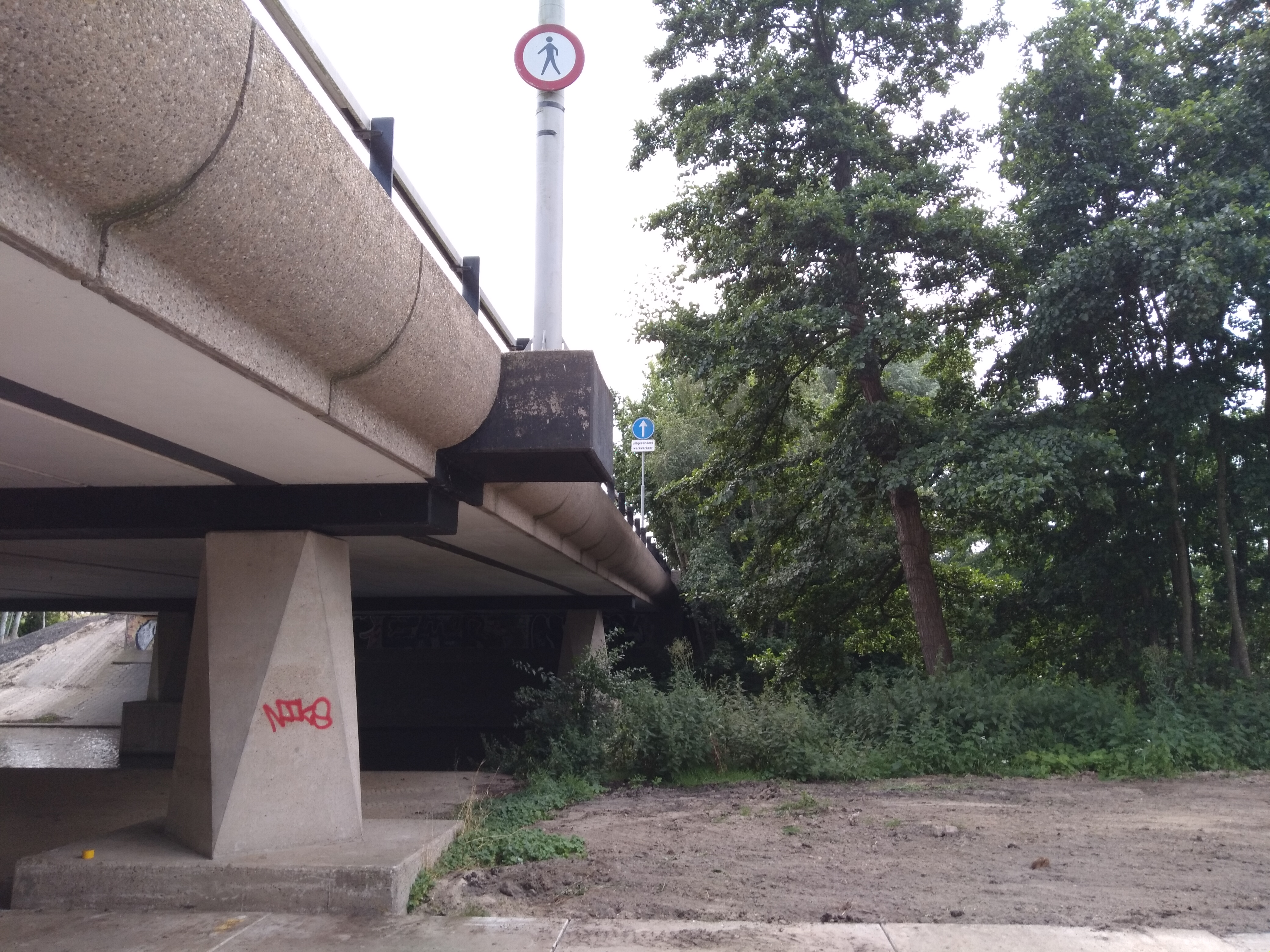
Brugpijlers en lantaarnhouder (augustus 2021)

<<< · 1000 · 1001 · 1002 · 1003 · 1004 · 1005 · 1006 · 1007 · 1008 · 1009 · 1010 · 1011 · 1012 · 1013 · 1014 · 1018 · 1028 · 1029 · 1030 · 1032 · 1033 · 1034 · 1035 · 1036 · 1037 · 1038 · 1039 · 1040 · 1041 · 1044 · 1045 · 1046 · 1048 · 1049 · 1050 · 1051 · 1062 · 1063 · 1064 · 1065 · 1066 · 1067 · 1076 · 1077 · 1078 · 1083 · 1090 · 1092 · 1093 · 1094 · 1095 · 1096 · 1097 · 1098 · 1099 · >>>
Brugnummers  1015, 1016, 1017, 1019, 1020, 1021, 1022, 1023, 1024, 1025, 1026, 1027, 1031, 1042, 1043, 1047, 1052/1053 (niet gebouwd), 1054, 1055, 1056, 1057, 1058, 1059, 1060, 1061, 1068, 1069-1075, 1079, 1080, 1081, 1082, 1084-1088, 1089 en 1091 (onbekend) zijn niet meer vergeven. De meesten daarvan zijn gesloopt in verband met sanering Zuidoost. Alle bruggen lagen en liggen in Zuidoost behalve bruggen 1000 en 1002.